# Halowe Mistrzostwa Europy w Lekkoatletyce 1989 – bieg na 200 m mężczyzn
Bieg na 200 metrów mężczyzn – jedna z konkurencji biegowych rozgrywanych podczas halowych lekkoatletycznych mistrzostw Europy w  hali Houtrust w Hadze. Eliminacje zostały rozegrane 18 lutego, a półfinały i bieg finałowy 19 lutego 1989. Zwyciężył reprezentant Wielkiej Brytanii Ade Mafe. Tytułu zdobytego na poprzednich mistrzostwach nie obronił Mykoła Razhonow ze Związku Radzieckiego, który tym razem odpadł w półfinale.

## Rezultaty

### Eliminacje
Rozegrano 3 biegi eliminacyjne, do których przystąpiło 17 biegaczy. Awans do półfinałów dawało zajęcie jednego z pierwszych trzech miejsc w swoim biegu (Q). Skład półfinałów uzupełniło trzech zawodników z najlepszym czasem wśród przegranych (q).
Opracowano na podstawie materiału źródłowego.

#### Bieg 1
| Miejsce | Zawodnik            | Czas  | Uwagi |
| ------- | ------------------- | ----- | ----- |
| 1       | Bruno Marie-Rose    | 21,15 | Q     |
| 2       | John Regis          | 21,20 | Q     |
| 3       | René Mangold        | 21,30 | Q     |
| 4       | Rob van de Klundert | 21,35 | q     |
| 5       | Andrzej Popa        | 21,51 | q     |
| 6       | Mykoła Razhonow     | 21,53 | q     |

#### Bieg 2
| Miejsce | Zawodnik          | Czas  | Uwagi |
| ------- | ----------------- | ----- | ----- |
| 1       | Tomasz Jędrusik   | 21,19 | Q     |
| 2       | Arnaldo Abrantes  | 21,49 | Q     |
| 3       | Luís Cunha        | 21,50 | Q     |
| 4       | Paolo Catalano    | 21,54 |       |
| 5       | Gilles Quénéhervé | 21,69 |       |

#### Bieg 3
| Miejsce | Zawodnik        | Czas  | Uwagi |
| ------- | --------------- | ----- | ----- |
| 1       | Andreas Berger  | 20,92 | Q     |
| 2       | Ade Mafe        | 21,09 | Q     |
| 3       | Sandro Floris   | 21,61 | Q     |
| 4       | Alain Mazzella  | 21,82 |       |
| 5       | Geir Moen       | 22,25 |       |
| –       | Nikołaj Antonow | DSQ   |       |

### Półfinały
Rozegrano 2 biegi półfinałowe, w których wystartowało 12 biegaczy. Awans do finału dawało zajęcie jednego z dwóch pierwszych miejsc w swoim biegu (Q). Skład finału uzupełniło dwóch zawodników z najlepszym czasem wśród przegranych (q).
Opracowano na podstawie materiału źródłowego.

#### Bieg 1
| Miejsce | Zawodnik        | Czas  | Uwagi |
| ------- | --------------- | ----- | ----- |
| 1       | Sandro Floris   | 21,07 | Q     |
| 2       | John Regis      | 21,08 | Q     |
| 3       | Andreas Berger  | 21,22 | q     |
| 4       | Tomasz Jędrusik | 21,27 |       |
| 5       | Mykoła Razhonow | 21,59 |       |
| 6       | Luís Cunha      | 22,18 |       |

#### Bieg 2
| Miejsce | Zawodnik            | Czas  | Uwagi |
| ------- | ------------------- | ----- | ----- |
| 1       | Ade Mafe            | 21,14 | Q     |
| 2       | Bruno Marie-Rose    | 21,22 | Q     |
| 3       | Andrzej Popa        | 21,26 | q     |
| 4       | René Mangold        | 21,41 |       |
| 5       | Rob van de Klundert | 22,01 |       |
| 6       | Arnaldo Abrantes    | 22,10 |       |

### Finał
Opracowano na podstawie materiału źródłowego.
| Miejsce | Zawodnik         | Czas  | Uwagi |
| ------- | ---------------- | ----- | ----- |
| 1       | Ade Mafe         | 20,92 |       |
| 2       | John Regis       | 21,00 |       |
| 3       | Bruno Marie-Rose | 21,14 |       |
| 4       | Andreas Berger   | 21,33 |       |
| 5       | Sandro Floris    | 21,41 |       |
| 6       | Andrzej Popa     | 21,81 |       |